# Karl-Heinz Bußert
Karl-Heinz Bußert   (Brandenburg an der Havel, 8 de gener de 1955) és un remer alemany, ja retirat, que va competir sota bandera de la República Democràtica Alemanya durant les dècades de 1970 i 1980.
El 1976 va prendre part en els Jocs Olímpics d'Estiu de Mont-real, on guanyà la medalla d'or en la competició del quàdruple scull del programa de rem. Formà equip amb Wolfgang Guldenpfennig, Rudiger Reiche, Michael Wolfgramm.
En el seu palmarès també destaquen set medalles al Campionat del Món de rem, cinc d'or i dues de plata, sempre en el quàdruple scull, entre el 1974 i 1985. A nivell nacional va guanyar vuit campionats de l'Alemanya de l'Est, sis en el quàdruple scull (1977 a 1980, 1982 i 1983) i dos en el doble scull (1979 i 1984).